# Phrynocephalus golubewii
Phrynocephalus golubewii е вид влечуго от семейство Агамови (Agamidae). Видът е критично застрашен от изчезване.

## Разпространение
Разпространен е в Туркменистан.

## Описание
Популацията на вида е намаляваща.